# Reinhold Föst
Reinhold Föst (* 1956 in Augsburg; † 2014 in Horgau) war ein deutscher bildender Künstler.

## Leben und Werk

Installation „Moving Lines“ vor der Zentrale der Fraunhofer-Gesellschaft in München

Von 1976 bis zum Diplomabschluss 1980 studierte Föst an der Hochschule Augsburg im Fachbereich Gestaltung, Kommunikationsdesign mit Schwerpunkt Schrift und Typografie bei Frau Prof. Beck. Von 1981 bis 1991 arbeitete er im Bereich angewandte Kunst- und Designarbeit in Verlags- und Werbemedien. Von 1992 bis 1996 hatte Föst einen Lehrauftrag für grafische Techniken an der Fachhochschule Augsburg. Seit 1992 arbeitet er als freischaffender bildender Künstler.
Während seines Studiums setzt er sich sehr intensiv mit den formalen Gesetzmäßigkeiten von Buchstaben und Schrift auseinander. Eine wesentliche Inspiration für die Entwicklung seiner künstlerischen Sprache lieferte eine Kunstrichtung der 1950er Jahre, der Lettrismus. Folgerichtig war seine erste Einzelausstellung im Jahr 1993 stringent von typografischen Inszenierungen mit oft nachlesbaren Botschaften geprägt.
Seit Ende der 1990er-Jahre vollzog sich bei Föst eine zunehmende Entwicklung zu konzeptionellen Arbeiten und zur Dreidimensionalität. Dabei verwendete er die verfügbaren Medien und Formate bildender Kunst: Installation, Fotografie und Skulpturen. Kunst im öffentlichen Raum entwickelte sich zu einem seiner wesentlichen Tätigkeitsschwerpunkte. Mit seinem Kunstnetzwerk kam eine Konzentration auf Kunstkonzepte im Unternehmensbereich hinzu.
Zwischen 2006 und 2008 war Föst mit seinem temporären Kunstprojekt „Unique“ deutschlandweit zu sehen.
Föst arbeitete mit dem Vokabular der klassischen geometrischen Formensprache und dem Gestaltungsprinzip der abendländischen Schrift. Er intendierte mit Kunst ein Energie- und Spannungsfeld zu formulieren.

## Ausstellungen
- 1991 Autoren-Galerie, München / Siemens-Nixdorf, München
- 1992 „Gruppe 82“, Köln
- 1993 Holbeinhaus, Augsburg / Kreis- und Stadtsparkasse Schwabmünchen
- 1994 Treppenhausgalerie Augsburg / Stadtmuseum, Landsberg / Mercedes-Benz-Niederlassung, Augsburg /  Rathaus-Forum, Dachau
- 1997 Europäische Künstler im Rathaus Stuttgart / Museum für Konkrete Kunst, Harderbastei, Ingolstadt
- 1998 Installation Claims, Elias-Holl-Platz u. Moritzplatz, Augsburg
- 1999 Toskanische Säulenhalle, Zeughaus, Augsburg – eine Ausstellung unter dem Kuratorium von Kulturreferat und Städtischen Kunstsammlungen der Stadt Augsburg
- 2000 Siemens Skulpturenpark, München
- 2001 Kunst & Museum, Oberfränkisches Kulturzentrum, Hollfeld-Bayreuth  /  Kusser Granitwerke, Ausstellung zum Internationalen Ideenwettbewerb, Aicha v. Wald
- 2003 Interface, München
- 2004 Tanner AG, Lindau
- 2006 Syrlin Kunstverein, Rathaus Stuttgart  / Projekt Unique, Würzburg, Ulm, Stuttgart, Frankfurt, Regensburg
- 2007 Projekt Unique, München, Dresden
- 2008 Projekt Unique, Berlin
- 2010 Projekt Signs, Oculus GmbH, Wetzlar
- 2013 Projekt Networking, Dachser GmbH, Kempten
- 2014 Projekt Letteration I, Schwäbisch Media, Ravensburg